# Pistolet Beretta 418
Beretta 418 – włoski kieszonkowy pistolet samopowtarzalny. Zastąpił w ofercie firmy Beretta pistolet Model 318. Wersjami pistoletu Beretta 418 były pistolety Beretta 420 (chromowany) i Beretta 421 (złocony).